# Ријано
Ријано (итал. Riano) је насеље у Италији у округу Рим, региону Лацио.
Према процени из 2011. у насељу је живело 6784 становника. Насеље се налази на надморској висини од 136 м.

## Географија
| Клима (Ријано)             | Клима (Ријано) | Клима (Ријано) | Клима (Ријано) | Клима (Ријано) | Клима (Ријано) | Клима (Ријано) | Клима (Ријано) | Клима (Ријано) | Клима (Ријано) | Клима (Ријано) | Клима (Ријано) | Клима (Ријано) | Клима (Ријано) |
| Показатељ \ Месец          | .Јан.          | .Феб.          | .Мар.          | .Апр.          | .Мај.          | .Јун.          | .Јул.          | .Авг.          | .Сеп.          | .Окт.          | .Нов.          | .Дец.          | .Год.          |
| -------------------------- | -------------- | -------------- | -------------- | -------------- | -------------- | -------------- | -------------- | -------------- | -------------- | -------------- | -------------- | -------------- | -------------- |
| Средњи максимум, °C (°F)   | 12 (54)        | 13 (55)        | 15 (59)        | 18 (64)        | 23 (73)        | 27 (81)        | 30 (86)        | 30 (86)        | 27 (81)        | 22 (72)        | 16 (61)        | 13 (55)        | 30 (86)        |
| Средњи минимум, °C (°F)    | 3 (37)         | 4 (39)         | 5 (41)         | 8 (46)         | 11 (52)        | 15 (59)        | 17 (63)        | 18 (64)        | 15 (59)        | 11 (52)        | 7 (45)         | 4 (39)         | 3 (37)         |
| Количина падавина, mm (in) | 103 (40,6)     | 99 (39)        | 68 (26,8)      | 65 (25,6)      | 48 (18,9)      | 34 (13,4)      | 23 (9,1)       | 33 (13)        | 68 (26,8)      | 94 (37)        | 130 (51,2)     | 111 (43,7)     | 876 (345,1)    |
| [ тражи се извор ]         |                |                |                |                |                |                |                |                |                |                |                |                |                |

## Становништво
| 1931. | 1936. | 1951. | 1961. | 1971. | 1981. | 1991. | 2001. | 2011. |
| ----- | ----- | ----- | ----- | ----- | ----- | ----- | ----- | ----- |
| 1.146 | 1.269 | 1.886 | 2.510 | 3.683 | 4.627 | 6.017 | 6.486 | 9.536 |